# Mali Kutîșcea, Kalînivka
Mali Kutîșcea (în ucraineană Малі Кутища) este un sat în comuna Lemeșivka din raionul Kalînivka, regiunea Vinnița, Ucraina.

## Demografie
Componența lingvistică a localității Mali Kutîșcea
     Ucraineană (98,12%)
     Rusă (1,88%)
Conform recensământului din 2001, majoritatea populației localității Mali Kutîșcea era vorbitoare de ucraineană (98,12%), existând în minoritate și vorbitori de rusă (1,88%).